# Senoncourt-les-Maujouy
Pour l’article homonyme, voir Senoncourt.
Senoncourt-les-Maujouy est une commune française située dans le département de la Meuse, en région Grand Est.

## Géographie

### Hydrographie
La commune est traversée par la ligne de partage des eaux entre les bassins versants de la Meuse et de la Seine au sein respectivement du bassin Rhin-Meuse et du bassin Seine-Normandie. Elle est drainée par le ruisseau de Billonneau, le ruisseau de la Petite Chaussee et le ruisseau la Noue de Han,.

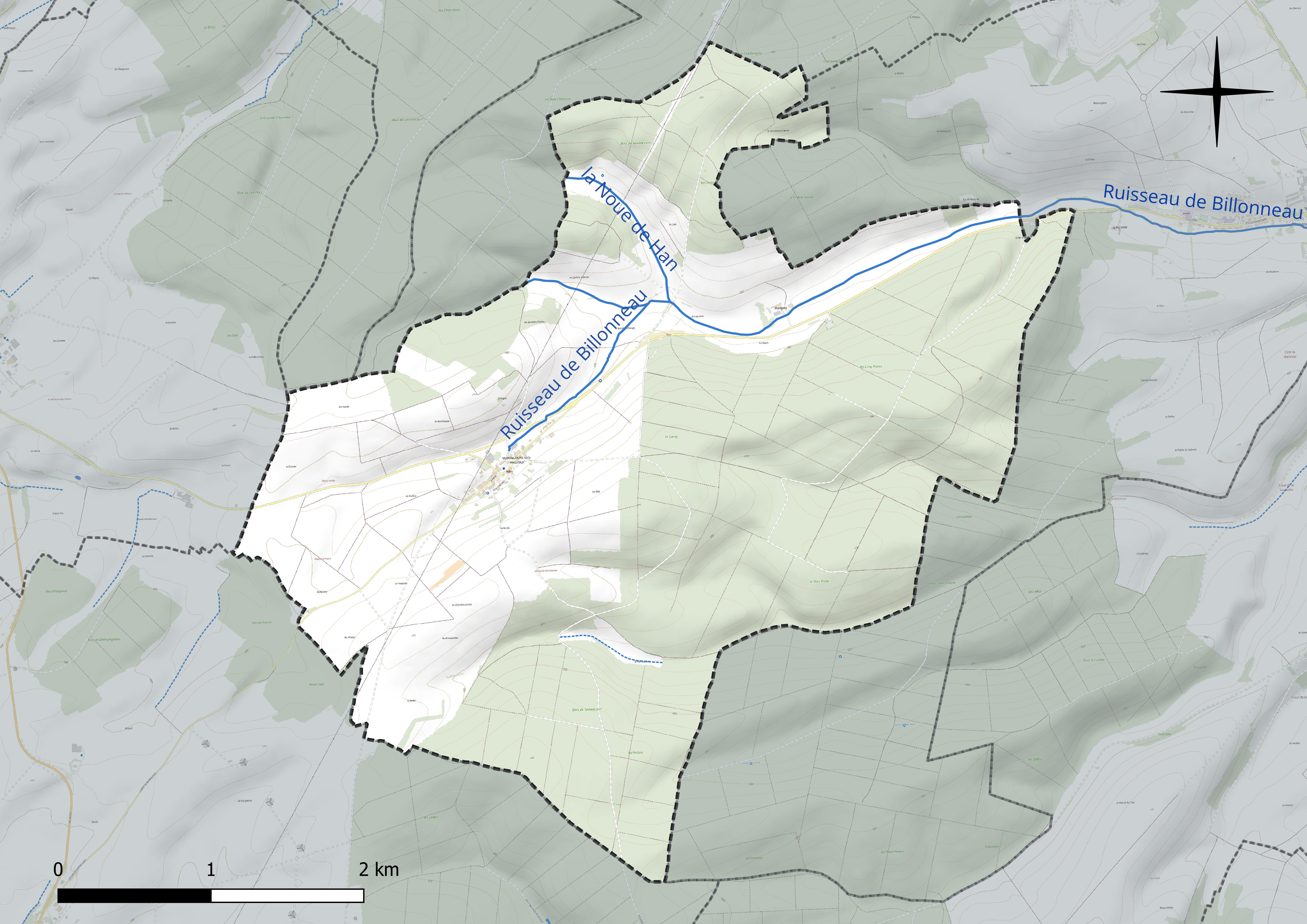
Réseau hydrographique de Senoncourt-les-Maujouy.

### Climat
Pour des articles plus généraux, voir Climat du Grand Est et Climat de la Meuse.
En 2010, le climat de la commune est de type climat de montagne, selon une étude du Centre national de la recherche scientifique s'appuyant sur une série de données couvrant la période 1971-2000. En 2020, Météo-France publie une typologie des climats de la France métropolitaine dans laquelle la commune est exposée à un climat océanique altéré et est dans la région climatique  Lorraine, plateau de Langres, Morvan, caractérisée par un hiver rude (1,5 °C), des vents modérés et des brouillards fréquents en automne et hiver. 
Pour la période 1971-2000, la température annuelle moyenne est de 9,4 °C, avec une amplitude thermique annuelle de 16,4 °C. Le cumul annuel moyen de précipitations est de 1 028 mm, avec 14 jours de précipitations en janvier et 9,5 jours en juillet. Pour la période 1991-2020, la température moyenne annuelle observée sur la station météorologique de Météo-France la plus proche, « Chaumont_sapc », sur la commune de Chaumont-sur-Aire à 16 km à vol d'oiseau, est de 10,8 °C et le cumul annuel moyen de précipitations est de 850,0 mm. 
La température maximale relevée sur cette station est de 41,1 °C, atteinte le 25 juillet 2019 ; la température minimale est de −15,5 °C, atteinte le 20 décembre 2009,,. 
Les paramètres climatiques de la commune ont été estimés pour le milieu du siècle (2041-2070) selon différents scénarios d'émission de gaz à effet de serre à partir des nouvelles projections climatiques de référence DRIAS-2020. Ils sont consultables sur un site dédié publié par Météo-France en novembre 2022.

## Urbanisme

### Typologie
Au 1er janvier 2024, Senoncourt-les-Maujouy est catégorisée commune rurale à habitat dispersé, selon la nouvelle grille communale de densité à sept niveaux définie par l'Insee en 2022.
Elle est située hors unité urbaine. Par ailleurs la commune fait partie de l'aire d'attraction de Verdun, dont elle est une commune de la couronne,. Cette aire, qui regroupe 103 communes, est catégorisée dans les aires de moins de 50 000 habitants,.

### Occupation des sols
L'occupation des sols de la commune, telle qu'elle ressort de la base de données européenne d’occupation biophysique des sols Corine Land Cover (CLC), est marquée par l'importance des forêts et milieux semi-naturels (57,6 % en 2018), en diminution par rapport à 1990 (58,8 %). La répartition détaillée en 2018 est la suivante : 
forêts (56,9 %), terres arables (36 %), prairies (6,3 %), milieux à végétation arbustive et/ou herbacée (0,7 %). L'évolution de l’occupation des sols de la commune et de ses infrastructures peut être observée sur les différentes représentations cartographiques du territoire : la carte de Cassini (XVIIIe siècle), la carte d'état-major (1820-1866) et les cartes ou photos aériennes de l'IGN pour la période actuelle (1950 à aujourd'hui).

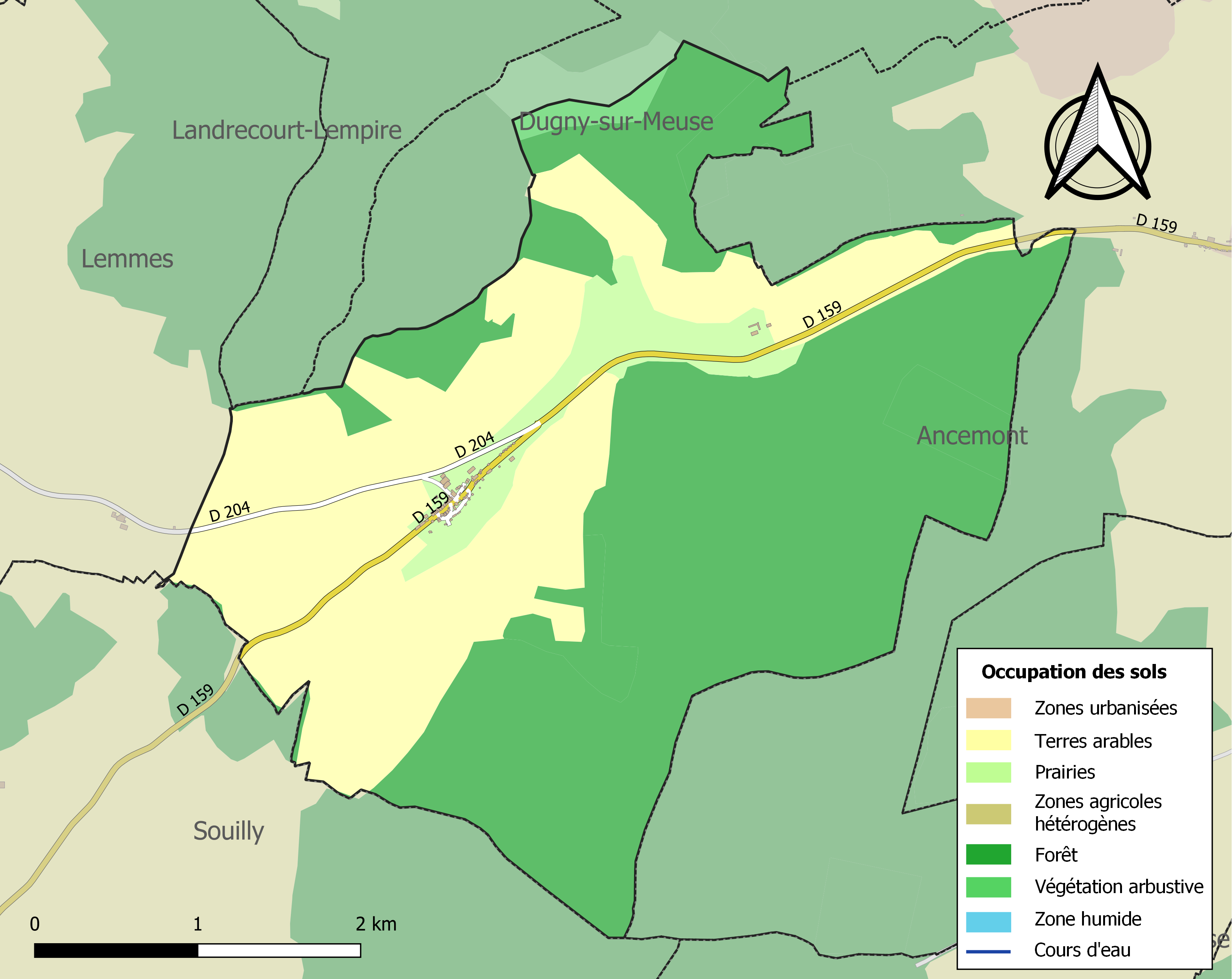
Carte des infrastructures et de l'occupation des sols de la commune en 2018 (CLC).

## Toponymie
Le nom de la localité est attesté sous les formes Cenoncourt (1370) ; Senonis-Curia (1738).

Par décret du 10.06.1919 , Senoncourt prend le nom de Senoncourt-les-Maujouy ( B.L., 1919, 251, 1658 ).

Maujouy, attesté sous la forme Maujoui en 1749, est le nom d'une ancienne ferme et un ancien moulin de la commune.

## Politique et administration
| Période                                  | Période                      | Identité                                    | Étiquette    | Qualité |
| ---------------------------------------- | ---------------------------- | ------------------------------------------- | ------------ | --- |
| Les données manquantes sont à compléter. |                              |                                             |              | |
| mars 2001                                | En cours (au 3 juillet 2020) | Serge Nahant Réélu pour le mandat 2020-2026 | DVD puis UDI | Agriculteur Conseiller général du canton de Souilly (1994-2015) Président de la CC Meuse-Voie sacrée (depuis 2002) Conseiller départemental du canton de Dieue-sur-Meuse (depuis 2015) |

De 1973 à 1984, était dans la commune des Quatre-Vents.

## Population et société

### Démographie
L'évolution du nombre d'habitants est connue à travers les recensements de la population effectués dans la commune depuis 1793. Pour les communes de moins de 10 000 habitants, une enquête de recensement portant sur toute la population est réalisée tous les cinq ans, les populations de référence des années intermédiaires étant quant à elles estimées par interpolation ou extrapolation. Pour la commune, le premier recensement exhaustif entrant dans le cadre du nouveau dispositif a été réalisé en 2008.

En 2022, la commune comptait 100 habitants, en évolution de +11,11 % par rapport à 2016 (Meuse : −4,4 %, France hors Mayotte : +2,11 %).
| 1793 | 1800 | 1806 | 1821 | 1831 | 1836 | 1841 | 1846 | 1851 |
| ---- | ---- | ---- | ---- | ---- | ---- | ---- | ---- | ---- |
| 300  | 362  | 389  | 386  | 458  | 465  | 466  | 462  | 460  |

| 1856 | 1861 | 1866 | 1872 | 1876 | 1881 | 1886 | 1891 | 1896 |
| ---- | ---- | ---- | ---- | ---- | ---- | ---- | ---- | ---- |
| 415  | 414  | 378  | 350  | 367  | 370  | 331  | 303  | 307  |

| 1901 | 1906 | 1911 | 1921 | 1926 | 1931 | 1936 | 1946 | 1954 |
| ---- | ---- | ---- | ---- | ---- | ---- | ---- | ---- | ---- |
| 307  | 281  | 275  | 227  | 191  | 164  | 156  | 178  | 163  |

| 1962 | 1968 | 1982 | 1990 | 1999 | 2006 | 2008 | 2013 | 2018 |
| ---- | ---- | ---- | ---- | ---- | ---- | ---- | ---- | ---- |
| 144  | 120  | 104  | 85   | 79   | 90   | 93   | 87   | 100  |

| 2022 | - | - | - | - | - | - | - | - |
| ---- | - | - | - | - | - | - | - | - |
| 100  | - | - | - | - | - | - | - | - |

## Culture locale et patrimoine

### Lieux et monuments
- Senoncourt-les-Maujouy se caractérise par son cimetière militaire situé à mi-chemin entre le village et la commune voisine d'Ancemont. Plus de 500 victimes militaires de la Première Guerre mondiale y sont enterrées. Il y avait, sur le site actuel du cimetière, un hôpital temporaire durant le conflit.
- L'église du village fut construite au milieu du XIXe siècle grâce à la vente de bois au village de Dugny-sur-Meuse. D'un style sobre, elle fut mise sous la protection de Notre-Dame-de-la-Nativité. 2005 vit un nouveau coq dominer le clocher de l'édifice après que l'ancien fut tombé sous les intempéries.
- La mairie se situe au cœur du village. Ancienne école communale, son bâtiment assure désormais les fonctions de salle des fêtes, secrétariat et mairie. Une statue de Marianne du sculpteur Henri-Patrick Stein y est présente.
- Quant au lavoir, il fait face à la mairie et fait figure de point d'eau au milieu d'une aire de jeux pour enfants construite à la fin des années 1990.

### Héraldique
| Blason de Senoncourt-les-Maujouy | Blason  | D'or à un chêne au naturel, accosté en chef, à dextre d'un écusson de gueules chargé d'une fleur de lys des jardins d'argent et à senestre d'une croisette de gueules chargée d'une épée basse d'argent ; au chef d'azur chargé d'une aigle en vol, contournée, d'or. |
| Blason de Senoncourt-les-Maujouy | Détails | Le chêne symbolise la sagesse, la majesté. L'aigle est l'un des attributs de Jupiter, maître des dieux romains, elle évoque Jouy (et ainsi Maujouy) du latin jovius, « Jupiter ». Ses serres et son bec acéré font allusion aux éléments défensifs du château-fort de Maujouy qui protégeait jadis la contrée. Les champs d'azur et d'or soulignent que, sous l'ancien régime, le village appartenait au Barrois mouvant. La fleur de lys de jardin est l'un des attributs de Marie, mère de Jésus, à laquelle est vouée l'église du village. La croix rouge chargée d'une épée représente l’hôpital militaire français organisé à Maujouy pendant la guerre 1914-1918 puis un hôpital américain installé à la relève des troupes françaises en 1918. Création Robert A. Louis et Olivier Bigorgne. Adoptée le 20 novembre 2020. |